# DICOM

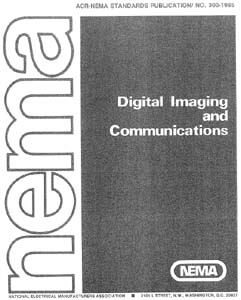
Portada de l'estàndard de 1985

El DICOM (Digital Imaging and Communications in Medicine) és una norma per manipular, emmagatzemar i transmetre informació d'imatges mèdiques. La norma inclou una definició del format del fitxer DICOM i dels protocols de comunicació, basats en TCP/IP, que permeten intercanviar informació entre dues entitats que tinguin la capacitat d'enviar i rebre informació en format DICOM.
El DICOM va ser desenvolupat per permetre la integració i comunicació d'escàners, aparells radiogràfics, servidors, estacions de treball i múltiple maquinari, de diferents venedors.

## Història

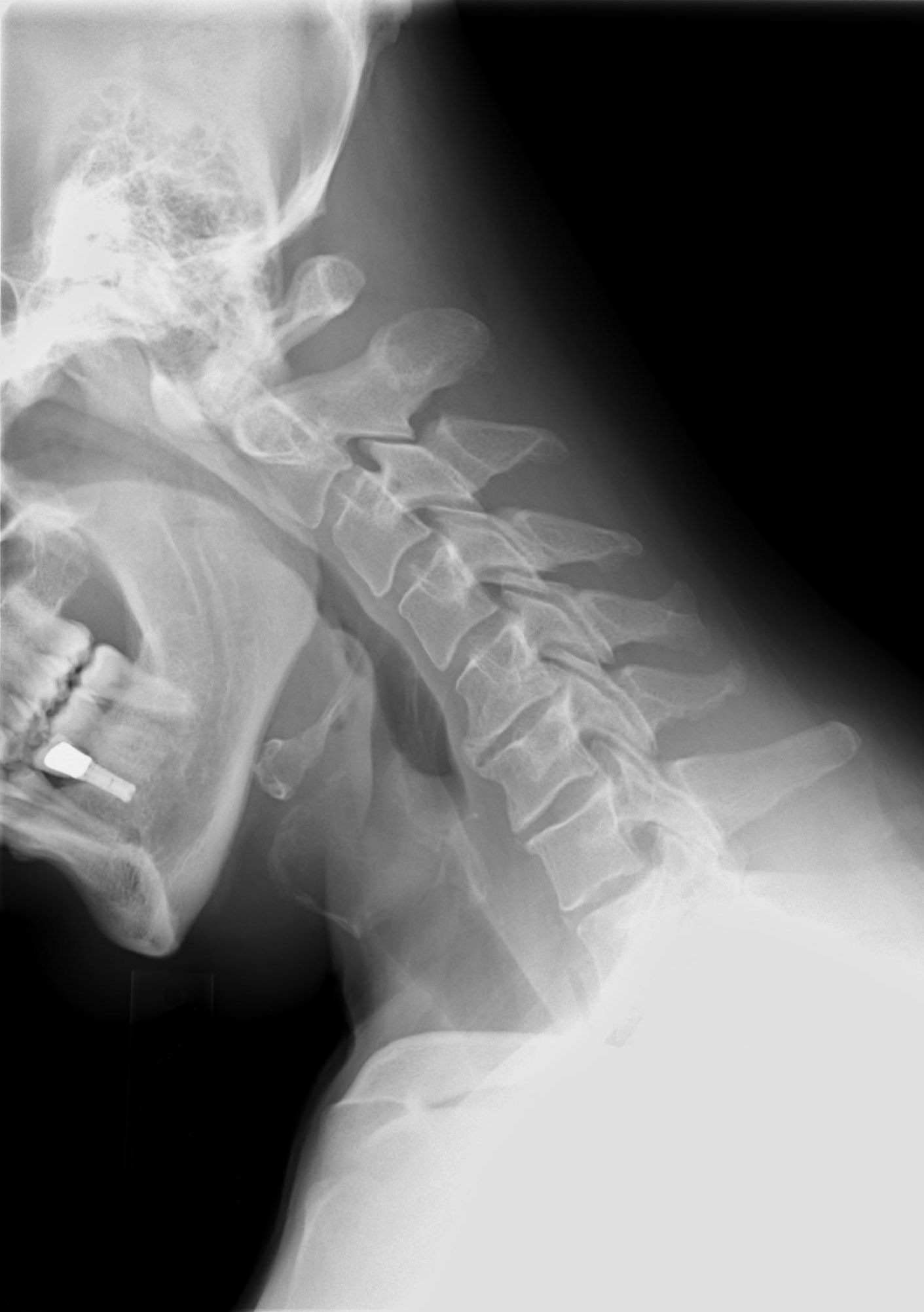
Cervical Xray Extension view

DICOM és la primera versió d'un estàndard desenvolupat pel Col·legi Americà de Radiologia i l'Associació Nacional de Fabricants Elèctrics. A principis de la dècada de 1980, era molt difícil per qualsevol persona que no fos fabricant de Tomografia computada (TC) o de Ressonància magnètica nuclear (RMN) poder descodificar les imatges que generaven les màquines. Els radiòlegs i metges volien utilitzar les imatges per a la planificació de la dosi de radioteràpia. ACR i NEMA van unir forces i van formar un comitè el 1983. El seu primer estàndard, ACR/NEMA 300, va ser llançat el 1985. Molt poc després del seu alliberament, es va fer evident que era necessari millorar. El text era vague i tenia contradiccions internes.
El 1988, la segona versió va ser alliberada. Aquesta versió va guanyar més acceptació entre els venedors. La transmissió d'imatges es va especificar a través d'un cable de parell específic 2 (EIA-485). La primera demostració d'interconnectivitat d'ACR/NEMA V2.0 es va celebrar a la Universitat de Georgetown el 1990. Diverses extensions de ACR/NEMA 2.0 van ser creats, com Papyrus (desenvolupat per l'Hospital Universitari de Ginebra, Suïssa) i SPI (Standard Product Interconnect), impulsat per Siemens Medical Systems i Philips Medical Systems.
El primer desplegament a gran escala de la tecnologia l'ACR/NEMA va ser feta el 1992 per l'exèrcit i la Força Aèria dels Estats Units d'Amèrica, en el marc de la jornada de Suport Mèdic pel Diagnòstic de la Imatge.
L'any 1993 la tercera versió de la norma va ser alliberada. El seu nom va ser canviat a "DICOM" amb la finalitat de millorar la possibilitat d'acceptació internacional com a patró. Es van definir noves classes de servei, suport de xarxa i la declaració de conformitat. És l'última versió oficial de la norma, no obstant això, ha estat constantment actualitzada.
A Catalunya, la primera connexió amb aquest sistema es va realitzar l'any 1996 en un congrés de radiologia, on es va interconnectar Mallorca amb l'Hospital de Vall d'Hebron mitjançant un router RDSI per a permetre la connexió de les xarxes d'una aula informàtica (amb diversos ordinadors i servidors) i DICOM a través d'Internet.

### Derivacions
Hi ha alguns derivats de la norma DICOM en altres àrees d'aplicació. Aquests inclouen:
- DICONDE[5] (Digital Imaging and Communication in NonDestructive Evaluation) vol dir Imatge Digital i Comunicació en l'avaluació no destructiva que es va establir el 2004 com una manera perquè els fabricants i usuaris d'assajos no destructius puguin compartir les dades d'imatges. La norma abasta tots els mètodes DICONDE ECM específics de formació d'imatges i tecnologies, com ara la termografia infraroja, ultrasò, radiografia computada, tomografia computada, el corrent de Foucault, i l'emissió acústica, i harmonitza això amb l'estàndard DICOM com modalitats d'imatges úniques.
- DICOS[6] (Digital Imaging and Communication in Security) Imatge Digital i Comunicació en Seguretat es va establir el 2009 per ser utilitzat per compartir imatges a la seguretat d'aeroports. Estableix la negociació inicial entre dispositius de comunicació, utilitzant els serveis DICOM.

- Durant una primera "encaixada de mans", el dispositiu que sol·licita i el dispositiu central que rep la informació intercanvien les seves capacitats. Els intercanvis de dades posteriors es basen en les capacitats comunes identificades durant l'encaixada de mans inicial.
- Estandarditza la manera com els dispositius d'imatge representen els valors de metadades, i defineix la sintaxi de transferència.

DICOS permet la comunicació entre dispositius i sistemes dispars utilitzats amb fins de seguretat i protecció. DICOS v01 es va publicar l'agost de 2011.
DICOS V02 està en desenvolupament, i està desenvolupant el suport de diverses modalitats d'examen de seguretat.

## Format de dades Dicom

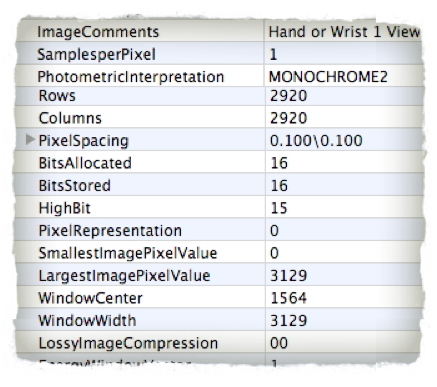
DicomHeaderSection

Independentment del seu ús, sempre s'utilitza el mateix format, inclòs l'ús de fitxer i de la xarxa. DICOM es diferencia d'altres fitxers de dades en el fet que agrupa la informació dins d'un conjunt de dades. És a dir, una radiografia de tòrax conté l'ID del pacient juntament amb la imatge mateixa, de manera que la imatge no pot ser separada per error de la seva informació.
Els fitxers DICOM tenen una capçalera amb camps estandarditzats i de forma lliure, i un cos amb dades d'imatge. Un objecte DICOM simple pot contenir solament una imatge, però aquesta imatge pot tenir múltiples fotogrames, permeten l'emmagatzemament de blocs de cine o qualssevol altre tipus de dades amb diversos fotogrames. Les dades de la imatge poden estar  comprimits utilitzant gran varietat d'estàndards, inclosos: JPEG, JPEG Lossless, JPEG 2000, LZW i  Run-lenght enconding (RLE).

## Serveis DICOM

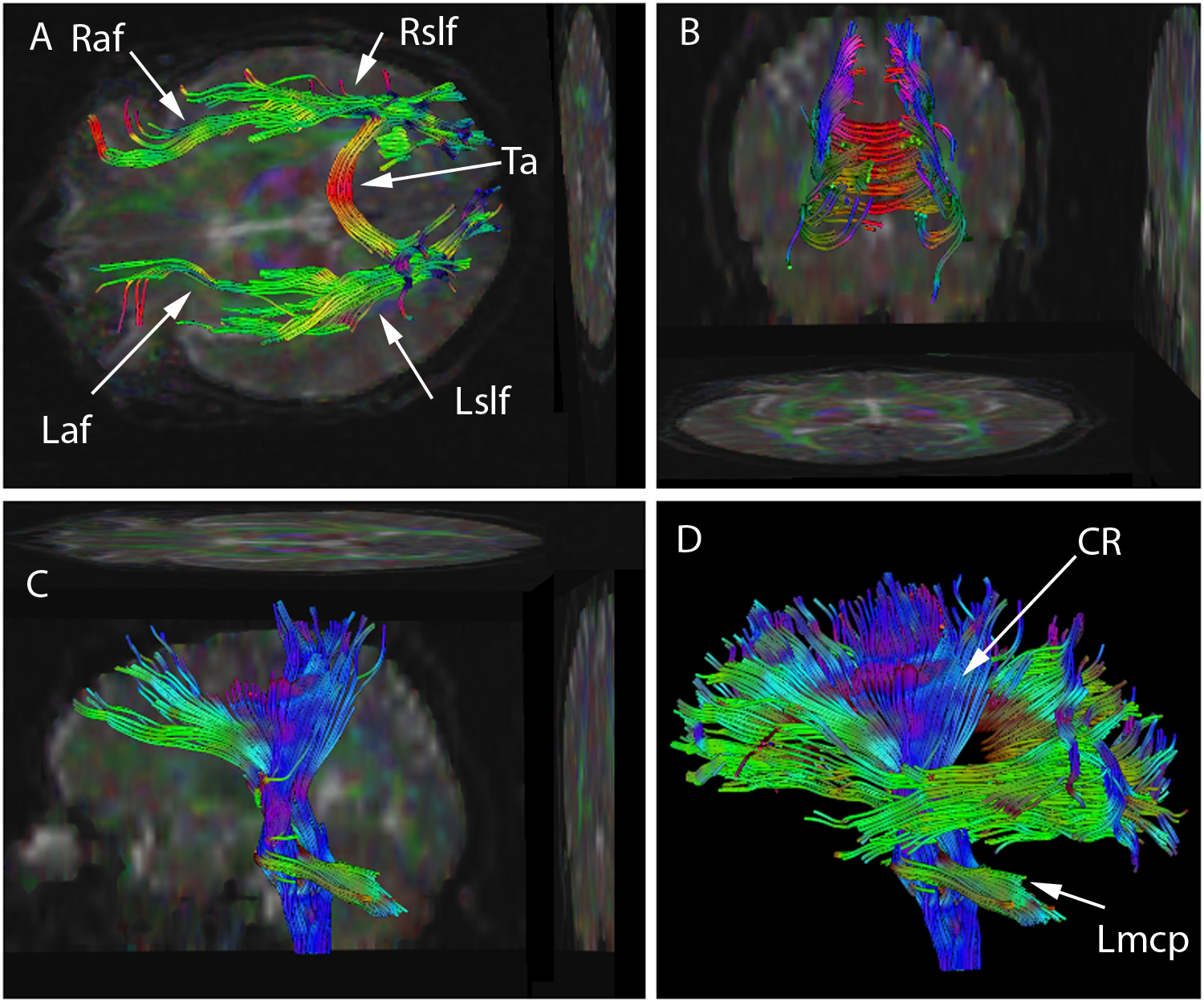
DTI Brain Tractographic Image Set

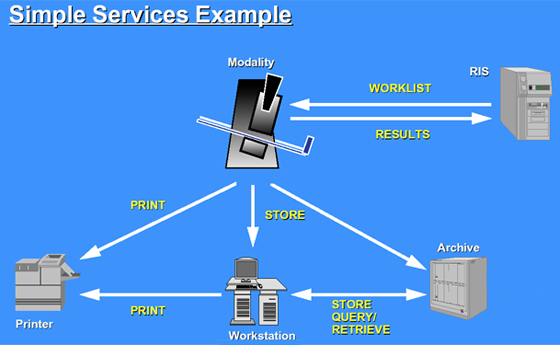
PACS-RIS Services

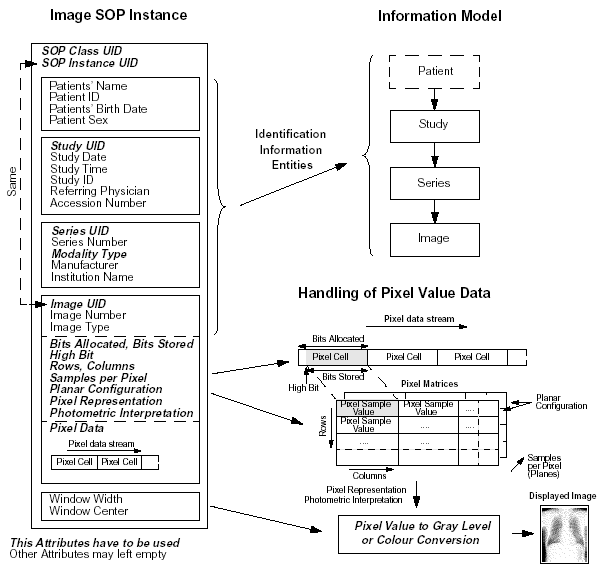
DICOM InfoModel

DICOM té un conjunt molt gran de serveis, la majoria d'ells implica transmissió de dades a la xarxa, i el format de fitxer és una ampliació posterior i de menor importància de l'estàndard

### Store
És un servei que s'utilitza per a enviar imatges o altres objectes persistents (informes estructurats…) a un PACS o a una estació de treball.

### Storage commitment
Aquest servei s'utilitza per a confirmar que una imatge ha sigut emmagatzemada permanentment per un dispositiu. L'usuari de la classe de servei (modalitat, estació de treball…) utilitza la confirmació de la classe de servei proveïdor (estació de magatzem) per a assegurar-se que pot esborrar la imatge localment.
Compromís d'emmagatzematge.

### Query/Retrieve
Permet a una estació de treball fer cerques d'imatges en un PACS i recuperar-les.

### Modality worklist
Permet a un equip d'imatge incloure aquest funcionalitat o servei DICOM legir la "llista de pacients citats", obtenir detalls dels pacients i exàmens mèdics sol·licitats electrònicament, evitant la necessitat d'introduir aquesta informació diverses vegades i els possibles errors.

### Modality performed procedure step
És un servei complementari al Modality Worklist, que permet a la modalitat enviar un informe sobre els exàmens mèdics realitzats incloent dades sobre les imatges adquirides, les dosis dispensades... Consta de tres estats:
- En progrés: significa que la realització de l'estudi s'ha iniciat.
- Acabat: significa que la realització de l'estudi s'ha acabat correctament.
- Discontinuat: significa que la realització de l'estudi va ser cancel·lada o no va poder finalitzar.

### Printing
Aquest servei s'utilitza per a enviar imatges a una impressora DICOM.

### Fitxers DICOM
DICOM restringeix els noms des fitxers a noms de 8 caràcters.
El nom del fitxer no es proporciona cap tipus d'informació. És un requisit històric per a mantenir la compatibilitat amb sistemes antics existents. També és obligatori la presència d'un directori de contingut, el fitxer DICOMDIR, que proporciona un índex i informació de resum per a cada un dels fitxer DICOM del contingut.
La informació del DICOMDIR proporciona substancialment més informació sobre cada fitxer dels noms dels fitxers, de manera que hi ha menys necessitat de nombres de fitxer amb significat.

## Integració DICOM amb estàndards HL7
Els documents estructurats definits per un estàndard HL7 poden ser emmagatzemats en un intercanvi multimèdia DICOM, i ser referenciats des instàncies DICOM de SOP (inclòs l'emmagatzematge per mitjà del directori DICOMDIR).
Hi ha dues alternatives per a l'emmagatzematge d'aquests documents:
- Es poden encapsular en instàncies DICOM de SOP,
- O poden ser emmagatzemats com objectes natius d'HL7 (sense encapsular),

Un document estructurat HL7 és un objecte multimèdia agregat, que consta d'una base en document XML codificat, a més de zero o més components multimèdia (per exemple, gràfics) que es consideren una part integral de l'objecte. Els components multimèdia poden estar codificats en línia en el document XML, o poden ser referenciats a objectes externs.

## Reserva de ports IP dels protocols DICOM
DICOM ha reservat els següents números de  ports TCP i UDP a la llista de la iana.org que la gestiona l'ICANN
- 104 port ben coneguts (o well-know en anglès) per DICOM sobre TCP or UDP. 104 pertany al subconjunt de reservats, molts sistemes operatius requereixen privilegis especials per utilitzar-lo.
- 2761 port registrat per DICOM utilitza la capa integrada de comunicació segura (ISCL) sobre TCP o UDP
- 2762 port registrat per DICOM utilitza la seguretat de la capa de transport TLS sobre TCP o UDP
- 11112 port registrat per DICOM utilitza la comunicació estàndard, per a ports oberts TCP i UDP.

La norma els recomana, però no requereix l'ús d'aquests números de port.